# Georgetown (condado de Washington)
Georgetown es un área no incorporada ubicada en el condado de Washington en el estado estadounidense de Indiana.

## Geografía
Georgetown se encuentra ubicada en las coordenadas 38°38′54″N 85°59′54″O / 38.64833, -85.99833.